# جونبور
جونفور مدينة في أتر برديش من إحدى الولايات الهندية. 

قضاء جونفور وقعت على شمالي غربي مدينة بنارس في الجزء المشرقي من ولاية أتر برديش الشمالية الهندية.

## أعلام
- محمد أكرم الندوي
- راجيش فيفيك
- رافي كيشان
- محمد يونس الجونفوري
- فيروز شاه تغلق